# Henry de La Vaulx
Henry François Joseph de La Vaulx, né le 2 avril 1870 à Bierville et mort le 18 avril 1930 près de Jersey City aux États-Unis, est un aéronaute français, également auteur de romans d'aventures.

## Biographie
Henry de La Vaulx appartient à une ancienne famille de la noblesse des duchés de Bar puis de Lorraine (orthographiée le plus souvent Lavaulx). Il est le fils de Paul Joseph de La Vaulx (né vers 1837) et de Marie Augustine du Boulet d'Hust (née vers 1847), mariés le 19 mai 1869 à Paris 8e.
Il entreprend un voyage équestre en Patagonie, au cours duquel il séjourne dans des tribus locales indiennes, de mars 1896 à mai 1897.
En 1900, des épreuves d'aérostation sont organisées à Paris, car les courses de ballons deviennent le sport à la mode et constituent même « l'événement » des Jeux olympiques d'été de 1900, et plus particulièrement des Sports de l'Exposition Universelle de 1900 elle-même. Parti le 30 septembre dans la course de distance sans handicap, porté par les vents d'ouest, Henry de La Vaulx se pose en Pologne près de Varsovie. Mais, au terme d'une troisième course de distance au départ de Paris, Henry de La Vaulx  et son compagnon Georges de Castillon de Saint-Victor parviennent à poser leur ballon le 10 octobre à Korostichev près de Kiev : ils ont parcouru 1 925 km en 35 heures. Il tente également la construction d'un aéroplane avec l'ingénieur Victor Tatin, détruit à son premier essai à Saint-Cyr-l'École (cf. « aérodrome de Saint-Cyr-l'École »). Disciple de Jules Verne, compagnon de Mermoz, il est l'un des fondateurs de l’Aéro-club de France et également l'un des fondateurs[réf. nécessaire], le 14 octobre 1905, puis le président de la Fédération aéronautique internationale.

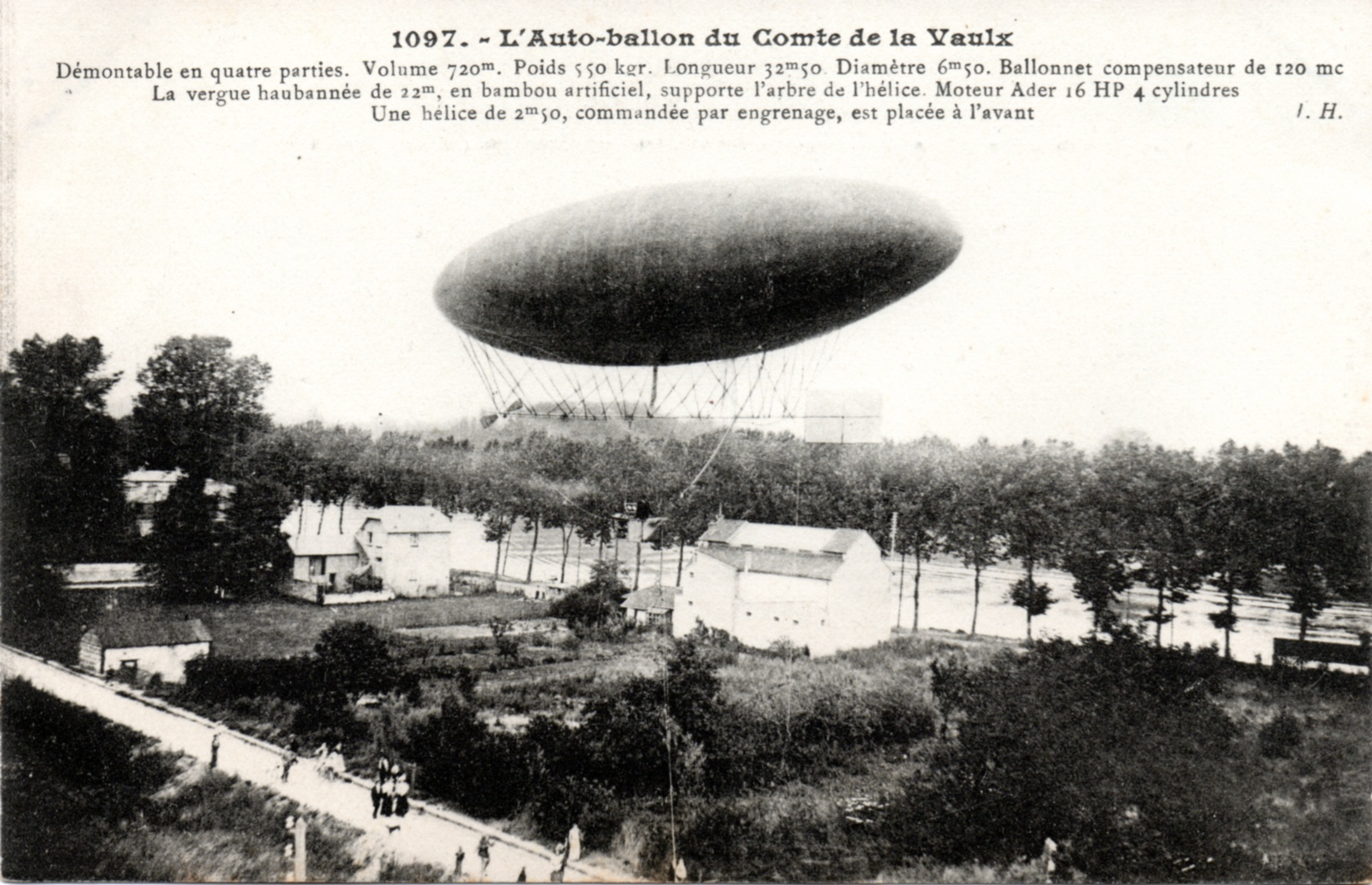
Auto-ballon d'Henry de La Vaulx en 1906.

Il est aussi le cofondateur (avec Maurice Mallet) de la société Zodiac, qui construit à l’époque des dirigeables, avant de s’orienter vers la fabrication de bateaux gonflables que l’on connaît aujourd’hui sur le marché nautique.
Le 11 mai 1911, il réalise le premier vol du dirigeable hollandais « Duindigt » construit par la société Zodiac, qui est le plus petit dirigeable militaire au monde à cette époque (900 mètres cubes). En 1912 et 1913, Henry de La Vaulx effectue les essais de l'aérostat Spiess, seul et unique dirigeable à coque rigide français. En tant que pilote et cofondateur de Zodiac, partenaire du projet.
Pour se reposer entre ses périples, Henry de La Vaulx résidait dans sa propriété, un château situé à Rozoy-Bellevalle dans le canton de Condé-en-Brie, dans le sud du département de l’Aisne.

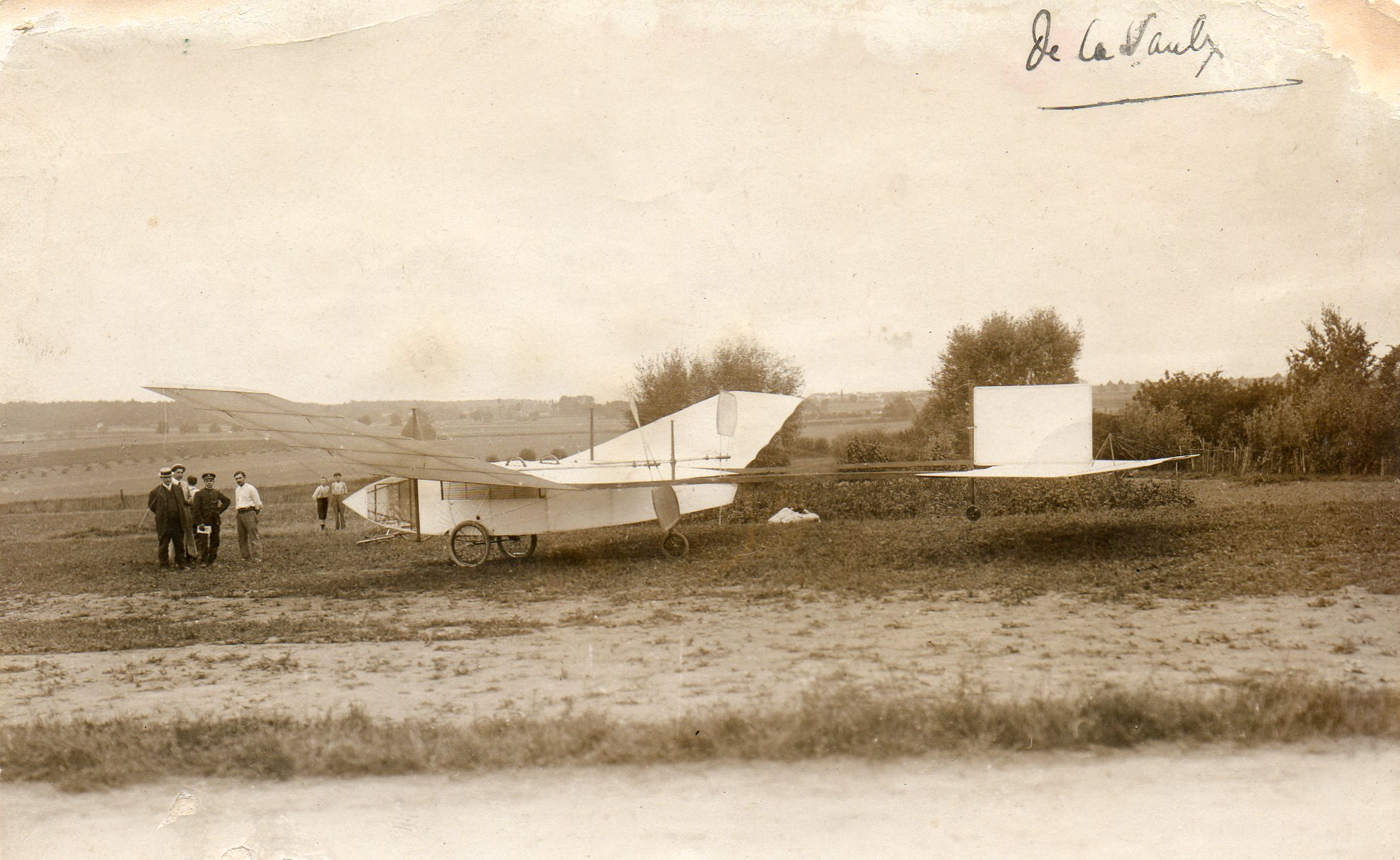
Aéroplane de la Vaulx Tatin, en 1910 (unique vol) (à Saint-Cyr) ; tirage de l'époque par Rol et cie.

Lors de la Première Guerre mondiale, il est mobilisé dans l'arme du génie comme aérostier et commande le dirigeable souple « Commandant Coutelle ». Cet aéronef est abattu par l'artillerie allemande sans dommages pour son équipage. En tant que l'un des fondateurs[réf. nécessaire] et vice-président de la Fédération aéronautique internationale, il entreprend plusieurs tournées aériennes internationales en avion, destinées à promouvoir la création d'aéro-clubs nationaux. Il trouve la mort le 18 avril 1930 près de Jersey City, au cours de l'une d'elles. L'avion qui le transportait, obligé de voler à basse altitude en raison d'un plafond très bas, heurte une ligne à haute tension et s'écrase, tuant tous ses occupants. Selon sa volonté, il est enterré dans le cimetière de Rozoy-Bellevalle.

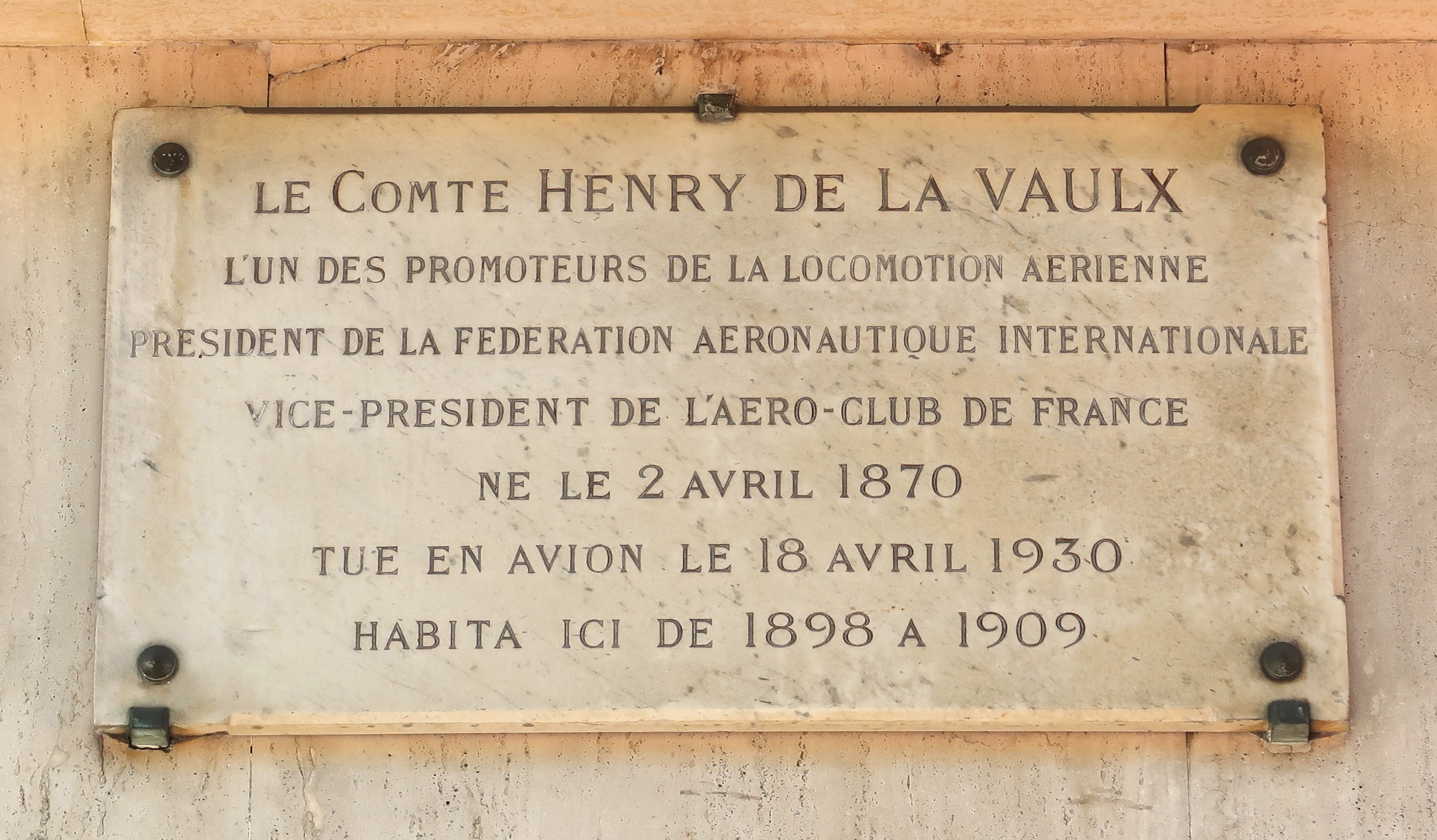
Au 122, avenue des Champs-Élysées (8e arrondissement de Paris).

Outre des ouvrages sur l'aéronautique, il a publié en 1925 le roman Cent mille lieues dans les airs, et auparavant, en collaboration avec Arnould Galopin, de nombreux romans d'aventures de la série Le Tour du monde de deux gosses (1911), dont plusieurs ont été réédités l'année de sa mort dans la collection Les Chevaliers de l'Aventure de la Librairie Jules Tallandier.
Son nom a été donné au Laté 28 de Mermoz qui a effectué la première traversée de l'atlantique sud.
Une médaille Henry de La Vaulx est toujours décernée aujourd'hui par la FAI.
Une plaque commémorative lui rend hommage au 122, avenue des Champs-Élysées (8e arrondissement de Paris), où il vécut de 1898 à 1909.

## Œuvres

### Romans
- Cent mille lieues dans les airs, Paris, Arthème Fayard, 1925

### Romans écrits en collaboration avec Arnould Galopin
Avec Arnould Galopin :
- Le Tour du monde de deux gosses ; le chemin des nuages, Paris, Tallandier, 1908 ;
- Le Tour du monde en aéroplane, tragiques aventures d'un gamin de Paris, 1910 ;
- Le Tour du monde de deux gosses, feuilleton hebdomadaire de 44 fascicules, Paris, Tallandier, 1911 ; réédition dans la collection Les Chevaliers de l'Aventure, Tallandier, 1930.

### Ouvrages sur l'aéronautique

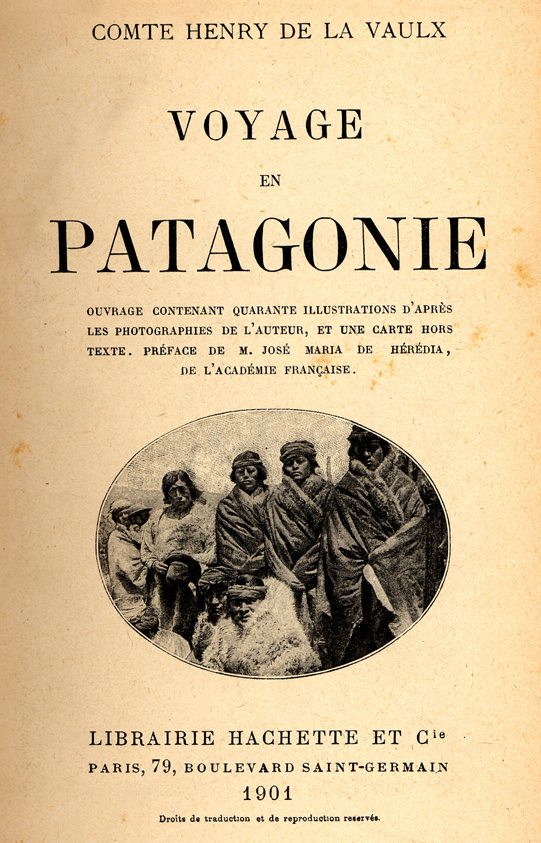
Le Voyage en Patagonie d'Henry de La Vaulx.

- Joseph et Étienne de Montgolfier, Paris, Annonay, 1926.
- L’Aéronautique des origines à 1922, Paris, Henri Floury, 1922 (lire en ligne)
- L’Emploi des ballons à ballonnet d’après la théorie du général Meusnier, Paris, Gauthier-Villars, 1903.
- L’Aérostation, Paris, Larousse, 1906.
- Le Triomphe de la navigation aérienne : aéroplanes, dirigeables, sphériques, Paris, Tallandier, 1911.

Prix Sobrier-Arnould de l’Académie française 1912
- Les Vainqueurs de l’air ; histoire de l’aéronautique: ses débuts sportifs, son application militaire, sa réalisation commerciale, Paris, Hachette, 1921.
- Un Tour du monde en aéroplane, Paris, Albin Michel, 1930.

### Autres publications
- Voyage en Patagonie ; ouvrage contenant quarante illustrations d’après les photographies de l’auteur, et une carte hors texte, Préf. José-Maria de Heredia, Paris, Hachette, 1901

Prix Montyon de l’Académie française
- La Montagne d'amour : tableau de la vie Araucane, [S.l.s.n.], 1902
- Les Anciens habitants des rives du Colhué Huapi (Patagonie), Paris, Leroux, 1902
- Bibliothèque de feu M. le comte Henry de La Vaulx, Paris, Bosse, 1930

## Distinctions
- Commandeur de la Légion d'honneur par décret du 1er août 1928[5]
  -  Officier de la Légion d'honneur par décret du 30 juillet 1914
  -  Chevalier de la Légion d'honneur par décret du 9 mars 1906
- Officier de l'Instruction publique
- Croix de guerre 1914–1918 (deux citations)
- Commandeur de l'ordre d'Isabelle la Catholique
- Commandeur de l'ordre de la Couronne d'Italie
- Commandeur de l'ordre de Vasa
- Commandeur de l'ordre du Nichan Iftikhar
- Officier de l'ordre de la Couronne (Belgique)
- Chevalier de l'ordre de Léopold
- Chevalier de l'ordre de Charles III
- Grande médaille d'or de l'Académie des sciences
- Grande médaille d'or de l'Aéro-club de France